# Tebaldo VI di Blois
Tebaldo VI di Blois in francese: Thibaut VI de Blois (tra il 1190 e il 1200 – 22 aprile 1218) fu conte di Blois, Chartres, Châteaudun, Provins e anche Clermont (sino al 1212 assieme alla madre, Caterina di Clermont) dal 1205 alla sua morte.

## Origine
Secondo il documento n° LI degli Archives de la Maison-Dieu de Châteaudun, Tebaldo era figlio del conte di Blois, Châteaudun, Chartres e Provins, Luigi di Blois e della Contessa di Clermont Caterina, che, secondo il documento n° CCLX del Cartulaire de l'abbaye de Notre-Dame d'Ourscamp de l'ordre de Citeaux, era figlia del conte di Clermont, Rodolfo I, e della moglie Alice di Breteuil († 1196), figlia di Valerano III, Signore di Breteuil, discendente del Casato di Breteuil e della prima moglie, Holdeburge signora d'Ailly-sur-Noye e di Tartigny.
Luigi di Blois, secondo il documento n° XXV degli Archives de la Maison-Dieu de Châteaudun, era figlio del conte di Blois, Châteaudun, Chartres e Provins, Tebaldo V di Blois e, come conferma anche la Chronica Albrici Monachi Trium Fontium di Alice di Francia che, sia secondo il cronista e monaco benedettino inglese, Matteo di Parigi, che secondo la Chronica Albrici Monachi Trium Fontium, era la figlia secondogenita di Luigi VII, detto il Giovane, re di Francia, e della duchessa d'Aquitania e Guascogna e contessa di Poitiers, Eleonora d'Aquitania, che, ancora secondo la Chronica Albrici Monachi Trium Fontium, era la figlia primogenita del duca di Aquitania, duca di Guascogna e conte di Poitiers, Guglielmo X il Tolosano e della sua prima moglie, Aénor di Châtellerault († dopo il 1130), figlia del visconte Americo I di Châtellerault e della Maubergeon, che al momento della sua nascita era l'amante di suo nonno Guglielmo IX il Trovatore.

## Biografia
Tebaldo viene citato in diversi documenti, assieme ai genitori:
- nel n° LI degli Archives de la Maison-Dieu de Châteaudun, del 1200, assieme alla sorella, Giovanna, e alla zia, Margherita[1].
- nel n° CLI dei  Cartulaire de Notre-Dame de Chartres, tome II , del 1201, assieme ai fratelli, Giovanna e Rodolfo, e alla zia, Margherita[7]
- nel n° LXVII degli Archives de la Maison-Dieu de Châteaudun, del 1202, assieme alla sorella, Giovanna, e alla zia, Margherita[8].

A seguito dell'appello del papa Innocenzo III del 1198, suo padre, Luigi, assieme a tutti i partecipanti al torneo, organizzato, nel 1199, nel suo castello di Écry-sur-Aisne, da suo cugino (figlio della zia, Maria di Francia, la sorella di sua madre), Tebaldo III, conte di Champagne, decise di aderire alla IV crociata.
Nel 1200, Tebaldo III, venne designato ad essere il capo della IV crociata; la scelta fu gradita anche da papa Innocenzo III.
Nel 1202, suo padre, Luigi partì, raggiunse Venezia, dove si imbarcò per la Quarta crociata, che conquistò Bisanzio due anni dopo fondando l'Impero latino ed il primo imperatore fu Baldovino I, Conte delle Fiandre e di Hainaut. 

Dopo la partenza del marito, sua madre, Caterina assunse la reggenza delle contee: infatti il documento CCLXIX del Cartulaire de l'abbaye de Notre-Dame d'Ourscamp de l'ordre de Citeaux, datato 1202, Caterina si cita come contessa di Blois e di Clermont (Katelina Blesis et Clarimuntis comitissa).
Nel 1205 suo padre, Luigi, assieme a Baldovino I, Enrico Dandolo, e Goffredo di Villehardouin, lo storico e trovatore, marciarono su Adrianopoli, nell'intento di assediarla, ma, il 14 aprile 1205, furono sconfitti, Baldovino I cadde prigioniero e Luigi rimase ucciso; gli Obituaires de Sens Tome II, Eglise cathédrale de Chartres, Obituaire du xii siècle confermano la morte di Luigi (Ludovicus comes Blesensis) il 15 aprile (XVII Kal Mai) e che la madre e la moglie, Caterina fecero una donazione per la sua anima.

Tebaldo, alla morte di Luigi, gli succedette nelle varie contee, come Tebaldo VI, ed affiancò la madre nella Contea di Clermont.
Contribuì alla costruzione della Cattedrale di Chartres; fece erigere un enorme castello a Blois, di cui resta solamente una torre e una sala, all'epoca la più grande d'Europa.
Sua madre, Caterina morì nel 1212 o 1213; gli Obituaires de Sens Tome II, Eglise cathédrale de Chartres, Obituaire du xii siècle confermano la morte di Caterina (Katerina, nobilis comitissa Blesensis et Clarimontis) il 20 settembre (XII Kal Oct) e che il figlio, Tebaldo VI fece una donazione per la sua anima.
Nel documento n° CXVII degli Archives de la Maison-Dieu de Châteaudun, del 1218, Tebaldo viene citato col titolo di Conte (Theobaldus Blesensis et Clarimontis comitis).
Tebaldo morì nel 1218 o 1219;; gli Obituaires de Sens Tome II, Eglise cathédrale de Chartres, Obituaire du xii siècle confermano la morte di Tebaldo (heobaldus Blesensis et Clarimontis comes) il 22 aprile (X Kal Mai).
Morì senza eredi; i suoi possedimenti furono spartiti: Clermont andò alla corona e fu dato in appannaggio al figlio cadetto di Filippo II di Francia, Filippo Hurepel; Blois e Châteaudun andarono a Margherita, sorella di suo padre; Chartres invece andò a Isabella, altra sorella di suo padre.

## Matrimoni e discendenza
Tebaldo, in prime nozze, secondo la Genealogia Dominorum Bellismontium (non consultato), aveva sposato, prima del 1213, Matilde d'Alençon, che figlia di Roberto I d'Alençon e Jeanne de Preuilly.
Tebaldo da Matilde non ebbe figli.
In seconde nozze, come viene confermato dal documento n° CXVII degli Archives de la Maison-Dieu de Châteaudun, Tebaldo aveva sposato Clemenza di Roches († verso il 1259), figlia di Guglielmo des Roches e Marguerite de Sablé, come ci viene confermato dal documento n° 142 del Cartulaire de Château-du-Loir.
Tebaldo nemmeno da Clemenza ebbe figli.

### Fonti primarie
- (LA)  Matthæi Parisiensis, monachi Sancti Albani, Chronica majora, vol I.
- (LA)  Matthæi Parisiensis, monachi Sancti Albani, Chronica majora, vol II.
- (LA)  Archives de la Maison-Dieu de Châteaudun.
- (LA)  Cartulaire de Notre-Dame de Chartres, tome II.
- (LA)  Cartulaire de l'abbaye de Notre-Dame d'Ourscamp de l'ordre de Citeaux.
- (LA)  Obituaires de la province de Sens. Tome 2.
- (LA)  Monumenta Germanica Historica, tomus XXIII.
- (FR)  Cartulaire de Château-du-Loir.

### Letteratura storiografica
- D.M. Nicol, "La quarta crociata e gli imperi greco e latino, 1204 - 1261", cap. XIV, vol. III (L'impero bizantino) della Storia del mondo medievale, 1999, pp. 503–558